# Transporte en Ruanda

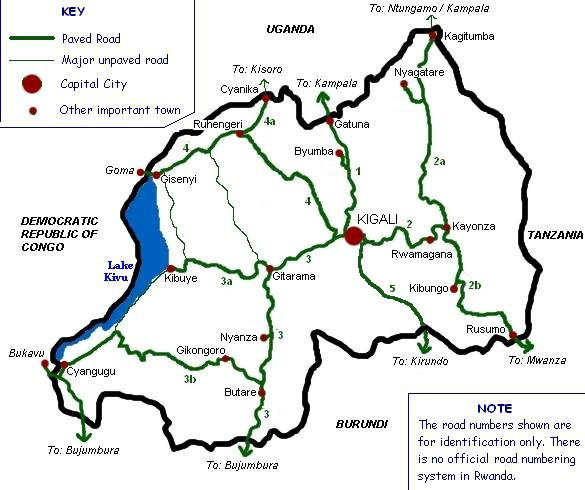
Mapa mostrando las principales rutas en Ruanda.

El sistema de transporte en Ruanda se centra principalmente alrededor de la red de carreteras, con caminos pavimentados entre la capital, Kigali y la mayor parte de otras ciudades principales y ciudades en el país. Ruanda también es unida por la carretera con otros países en África, vía por la que la mayoría de importaciones del país y exportaciones es hecha. El país tiene un aeropuerto internacional en Kigali, sirviendo una línea nacional y varias internacionales, y también ha limitado el transporte de agua entre los puertos sobre el Lago Kivu. Una cantidad grande de inversión en la infraestructura de transporte ha sido hecha por el gobierno desde el genocidio de 1994, con la ayuda de la Unión Europea, China, Japón y otros. 
La forma principal de transporte público en el país son los colectivos, con rutas expresas que unen las ciudades principales y servicios locales que sirven a la mayor parte de pueblos a lo largo de las carreteras principales del país. Los servicios de ómnibus están disponibles a varios destinos en países vecinos. En 2006, los chinos propusieron financiar un estudio para la construcción de un ferrocarril que una desde Buyumbura en Burundi a Kigali en Ruanda a Isaki en Tanzania.

## Ferrocarriles
No hay actualmente ferrocarriles en Ruanda, pero en 2006, China prometió financiar un estudio para construir una comunicación ferroviaria de Buyumbura en Burundi vía Kigali en Ruanda a Tanzania, que sería 1000mm la medida. O bien, La Autoridad de Coordinación de Tránsito del Corredor del Norte ha propuesto la conexión de ferrocarril de Ruanda y Burundi vía Congo para unir (conectar) a la medida de Cabo del África del sur (1067mm) a la red del ferrocarril.

### Mapas
- UN Map

- Ferrocarriles de África del Sur

### 2006

#### Octubre
- Burundi ha sido agregado a un proyecto planeado de ferrocarril de conectar Tanzania y Ruanda. Firmas pre calificadas internacionales, que han mandado realizar un estudio de viabilidad y la puesta en práctica del proyecto de muchos millones de dólares, que conectará Tanzania con Ruanda por ferrocarril a través de Puerto Seco en Isaka, están en el proceso de presentar sus ofertas finales. Ahora, Burundi ha sido agregado al estudio de viabilidad para unir Buyumbura a Isaka-Kigali. El BDA ha prometido 2.6 millones de dólares para el estudio de viabilidad. Una vía sería de Rusumo en Ruanda a Kabanga en Tanzania y Kabanga a Gitega y Buyumbura en Burundi - una distancia de aproximadamente 200 kilómetros. Otra vía uniría Rusumo en Ruanda a Kabanga en Tanzania y Kabanga a Muyinga a Ngozi a Buyumbura en Burundi - una distancia de aproximadamente 220 kilómetros. Las líneas deberán estar conectadas al metro de los Ferrocarriles Tanzanos.

## Red de carreteras
Ruanda tiene un total de 12 000 kilómetros de carreteras, de los que 1 000 kilómetros son pavimentados. El resto son carreteras sin pavimentos con la calidad que varía de superficies lisas difíciles por el drenaje a pistas surcadas, sumamente desiguales accesibles solo con un vehículo de tracción en las cuatro ruedas.

## Transporte público

### Internacional
Hay varios servicios de ómnibus diarios de Ruanda hacia el África oriental: 
- Servicios Ejecutivo Jaguar, que conecta Kigali con Kampala, la capital ugandesa, vía Gatuna (la ruta 1 sobre el mapa encima) o vía Kayonza y Kagitumba (rutas 2 y 2a).
- Servicios Regionales, que controlan servicios a Kampala (8 horas), Nairobi, Kenia (20 horas) y Dar es Salaam, Tanzania (36 horas), todo la vía Gatuna por la frontera. Estos autobuses son por lo general refrigerados.
- Onatracom Express - un servicio Ruandan de gobierno que usa autobuses bastante básicos, que viajan entre Kigali y Kampala.
- Expreso de Coche Yahoo - un servicio de microbús que viaja entre Kigali y Buyumbura, Burundi. Este servicio ha sido sujeto a las emboscadas en el pasado por las rebeliones en Burundi, aunque el nuevo gobierno dice tener orden sobre el problema por el momento.

Además los servicios de colectivos nacionales expresos (ver abajo) a Gisenyi y Cyangugu a menudo cruzan la frontera de la República Democrática del Congo para llevar pasajeros de Goma a Bukavu respectivamente.

### Nacional
La forma principal de transporte público dentro de Ruanda son los colectivos, conocidos en la zona simplemente como taxi o, familiarmente, twegerane, que significa ' vamos a sentarnos juntos ' en la lengua Kinyarwanda (un taxi convencional privado es mencionado como un alquiler especial o taxi voiture). Estos colectivos son de dos formas:
- La parada de colectivos, que viajan entre dos terminales (conocidos como parques de taxi), pero la parada con frecuencia por la ruta para la subida y bajada de pasajeros. Ellos casi siempre esperan hasta estar llenos antes de salir, y también pueden esperar durante períodos largos en posiciones a lo largo de la ruta si no hay bastantes personas a bordo. Los vehículos son por lo general la Toyota microbuses propiedad de un individuo privado quien emplea a un conductor (francés: convoyeur) para operar y mantener el vehículo todos los días.

- Taxis (o colectivos) expresos. Estos viajan a un horario de tiempo (por lo general cada hora) entre ciudades principales, generalmente Kigali y un centro principal regional. Los taxis son controlados por una empresa (Sotra Tours, Atraco, Stella, Volcanoes Express (expreso de volcanes) , Virunga, Trans2000, Omega Car y Muhabura Travel) y publican boletos por adelantado con la tarifa de viaje.

Además de estas dos formas de transportes en el interior de Ruanda, hay un servicio nacional limitado de autobuses controlado por una empresa llamada Onatracom, que es afiliada con el gobierno de Ruanda. Estos viajan entre Kigali y las ciudades principales dos a tres veces por día, y tienen la ventaja de mayor espacio en la cabina de pasajeros y la cabina de equipaje, pero generalmente demoran para llegar sus destinos. Onatracom autobuses también hacen servicio en algunas áreas remotas a lo largo de carreteras no pavimentadas que no son accesibles por el transporte público.

### Urbano
El transporte público en Kigali toma la forma de las paradas de colectivos mencionados anteriormente, pero controlado con mucha más frecuencia debido a la mayor demanda. Mientras los nacionales son típicamente no marcados, Kigali taxis tienen una raya amarilla alrededor del vehículo, sobre el que es impreso el punto de partida y de llegada de su ruta. La mayor parte de servicios comienzan o terminan en el centro de la ciudad o en Nyabugogo, la principal terminal de autobuses de la ciudad.